# Daniel Chichkarev
Daniel Borissovitch Chichkarev  (russe : Даниил Борисович Шишкарёв), né le 6 juillet 1988 à Koustanaï (RSS kazakhe), est un joueur de handball russe évoluant au poste d'ailier droit. 

## Palmarès

### En clubs
Compétition internationales
- Vainqueur de la Ligue des champions (2) : 2017, 2019 (avec Vardar)
- Vainqueur de la Ligue SEHA (5) : 2017, 2018, 2019, 2020[3], 2021

Compétition internationales
- Vainqueur du Championnat de Russie (5) : 2010, 2011, 2012, 2013 et 2014
- Vainqueur de la Coupe de Russie (5) : 2010, 2011, 2012, 2013 et 2014
- Vainqueur du Championnat de Macédoine (5) : 2015, 2016, 2017, 2018, 2019
- Vainqueur de la Coupe de Macédoine (4) : 2015, 2016, 2017, 2018
- Vainqueur de la Coupe de Hongrie (1) : 2021

### En équipe nationale
- 9e place au Championnat d'Europe 2014
- 19e place au Championnat du monde 2015
- 9e place au Championnat d'Europe 2016
- 12e place au Championnat du monde 2017
- 14e place au Championnat du monde 2019
- 22e place au Championnat d'Europe 2020
- 14e place au Championnat du monde 2021